# Meesia novae-zealandia
Meesia novae-zealandia là một loài Rêu trong họ Meesiaceae. Loài này được Dixon & Sainsbury mô tả khoa học đầu tiên năm 1945.